# Pyrrhobryum
Pyrrhobryum là một chi rêu trong họ Rhizogoniaceae.